# Raf Terwingen
Raf L.R. Terwingen, né le 12 juillet 1972 à Genk est un homme politique belge flamand, membre du CD&V.
Il est licencié en droit, licencié en notariat et agrégé de l'enseignement secondaire supérieur; avocat. 

## Fonctions politiques
- Ancien conseiller province de Limbourg.
- Député fédéral depuis le 28 juin 2007.